# Maximilien Luce
Maximilien Luce (13 de marzo de 1858-6 de febrero de 1941) fue un artista, impresor, pintor y anarquista francés. 
Estudió en la Escuela de Artes Decorativas y, después, trabajó como xilógrafo. En 1872 estudió con Adolf von Hildebrand y asistió a clases nocturnas de Maillart. Su estilo fue influenciado por los impresionistas.
Alcanzó una moderada notoriedad utilizando el método puntillista, que fue desarrollado por Georges Seurat. 
Tuvo su ascendencia en el mundo obrero de Montparnasse, y se transformó en un paisajista plasmando escenas de barrios industriales y de hombres trabajando, cuyo esfuerzo exaltó.
Quedó impactado por el descubrimiento de los nuevos colores de la Revolución industrial, en particular la del "Sillon Sambre-et-Meuse". Como Camille Pissarro, fue un activo anarquista. 
Durante la Gran Guerra, Luce pintó escenas de combates y reflejó en su obra los horrores de la guerra.

## Obras

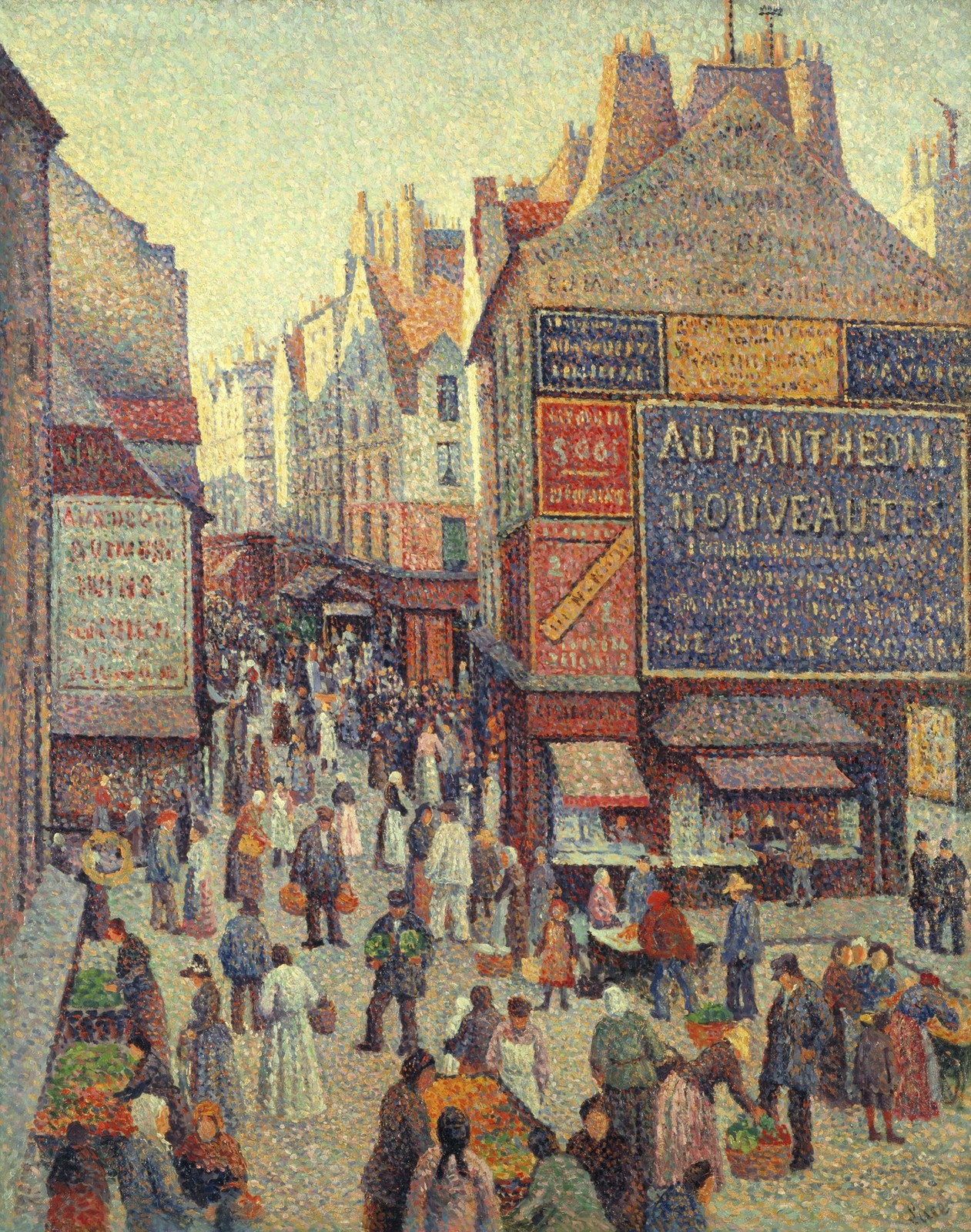
La Rue Mouffetard1889-1890.

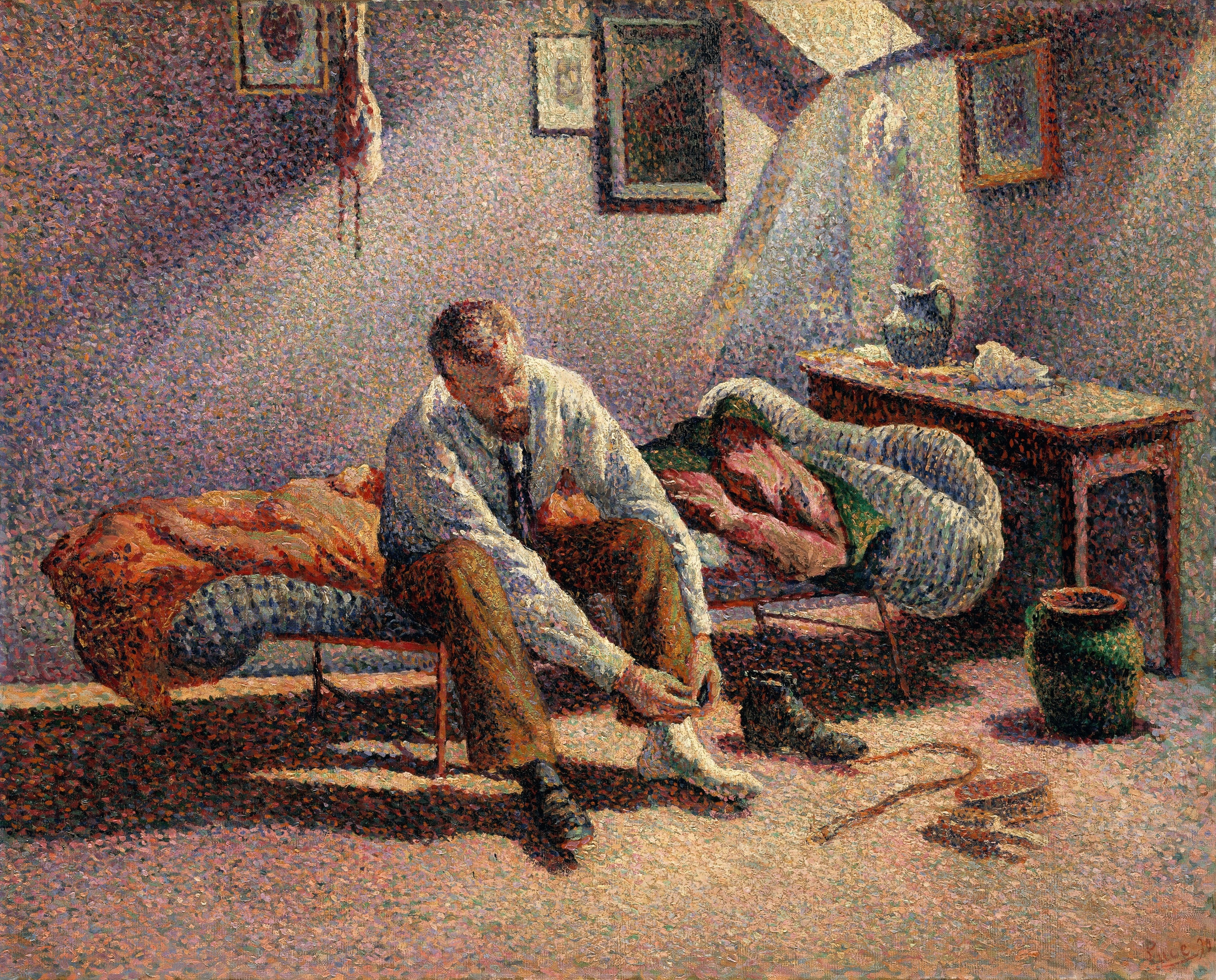
Mañana, interior (1890).

- La gare de l'est, óleo sobre tela, 1917